# Park Narodowy Tolhuaca
Park Narodowy Tolhuaca (hiszp. Parque nacional Tolhuaca) – park narodowy w Chile położony w regionie Araukania, w prowincji Malleco (gminy Curacautín i Collipulli) oraz w niewielkim stopniu w regionie Biobío (prowincja Biobío, gmina Quilaco). Został utworzony 16 stycznia 1935 roku na bazie istniejącego od 1907 roku rezerwatu przyrody. Zajmuje obszar 63,74 km². Wraz z Parkiem Narodowym Conguillío i Parkiem Narodowym Huerquehue jest częścią rezerwatu biosfery UNESCO o nazwie „Araukarias”.

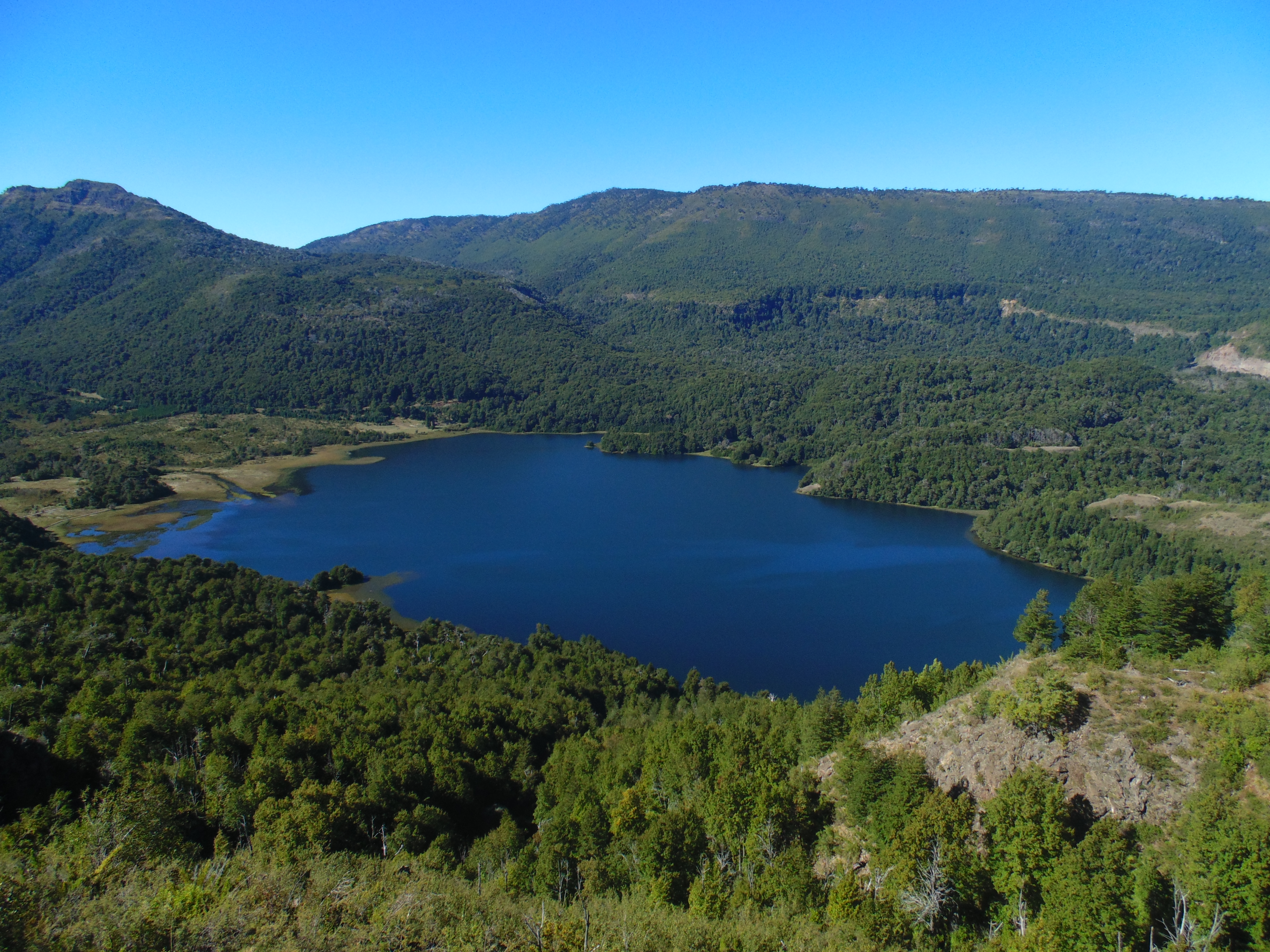
Jezioro Malleco

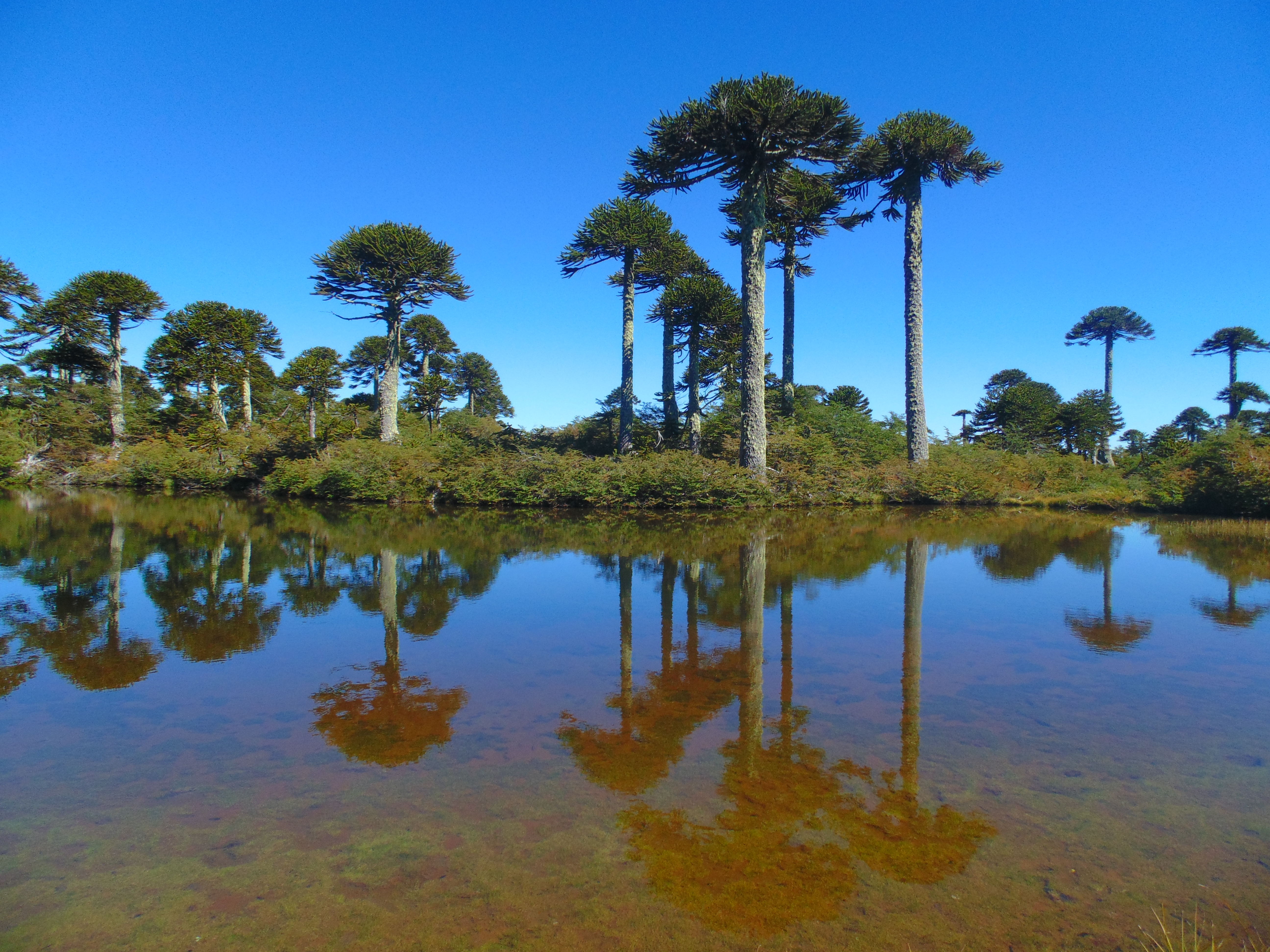
Araukaria chilijska

## Opis
Park znajduje się na zachodnich zboczach Andów, u podnóża wulkanu Tolhuaca (2806 m n.p.m.). Znajdują się tu m.in. jeziora Malleco i Verde. Główną rzeką w parku jest Malleco wypływająca z jeziora o tej samej nazwie.
Klimat umiarkowany ciepły. Średnia roczna temperatura na terenie parku wynosi +14 °C.

## Flora
Prawie całą powierzchnię parku pokrywają lasy waldiwijskie. Na niżej położonych obszarach rośnie głównie Nothofagus alpina, Dasyphyllum diacanthoides, Nothofagus dombeyi, Nothofagus obliqua, a także Wienmannia trichosperma, Aextoxicon punctata i Laurelia philippiana. Wyżej występuje przeważnie zagrożona wyginięciem araukaria chilijska oraz Nothofagus pumilio, Azara alpina, Nothofagus dombeyi, Gaultheria phillyreifolia, Austrocedrus chilensis.

## Fauna
Z ssaków żyją na terenie parku m.in.: narażony na wyginięcie ocelot chilijski, pudu południowy, puma płowa, nibylis argentyński, nibylis andyjski, grizon mniejszy, skunksowiec andyjski, nutria amerykańska, krecikomysz długopazurowa, skalniczka płowa, pazurnik andyjski, irenka andyjska, słonioząbek wielkouchy, liściouch Darwina.
Ptaki to m.in.: bekas jasnolicy, gołąbczak chilijski, sokół wędrowny, krogulec dwubarwny, kondor wielki, karakara czubata, karakara jasnogłowa, kaniuk amerykański, sępnik różowogłowy, dzięcioł magellański, dzięcioł chilijski, bączek smugowany, mewa andyjska, ciemnokacyk żółtoskrzydły, czuprynek czubaty, ostrogonek mały, puchacz magellański, czyż czarnobrody, trzęsiogon prążkoskrzydły, trzęsiogon ciemnobrzuchy, elenia białoczuba, krasnogonka krótkodzioba, krasnogonka długodzioba, skałotyran ciemnolicy, krytonosek magellański.
Płazy i gady występujące w parku to m.in.: Alsodes igneus, Batrachyla leptopus, Batrachyla taeniata, Eupsophus roseus, Liolaemus monticola, Liolaemus pictus, Liolaemus tenuis, Liolaemus chilensis, Philodryas chamissonis, Pleurodema thaul, Tachymenis chilensis.